# Degermossen (sumpmark i Finland, Nyland, lat 60,16, long 24,32)
Degermossen är en sumpmark i Finland. Den ligger i Sjundeå i landskapet Nyland, i den södra delen av landet, 30 km väster om huvudstaden Helsingfors.